# Мартыновка (Одесская область)
Мартыновка (укр. Мартинівка) — село, относится к Николаевскому району Одесской области Украины.
Население по переписи 2001 года составляло 48 человек. 
Расположена недалеко от реки Тилигул, ближайший населенный пункт Петровка 1 км.
Недалеко от села располагался авиаполк, где проходили войсковые испытания самолет Су-7Б.

## Местный совет
67050, Одесская обл., Николаевский р-н, с. Стрюково, ул. Ламброва, 40